# ۱۵۵۹ (میلادی)
۱۵۵۹ (میلادی) هزار و پانصد و پنجاه و نهمین سال تقویم میلادی است.

## درگذشتگان
‎